# Nuevo Chimbote (distrito)

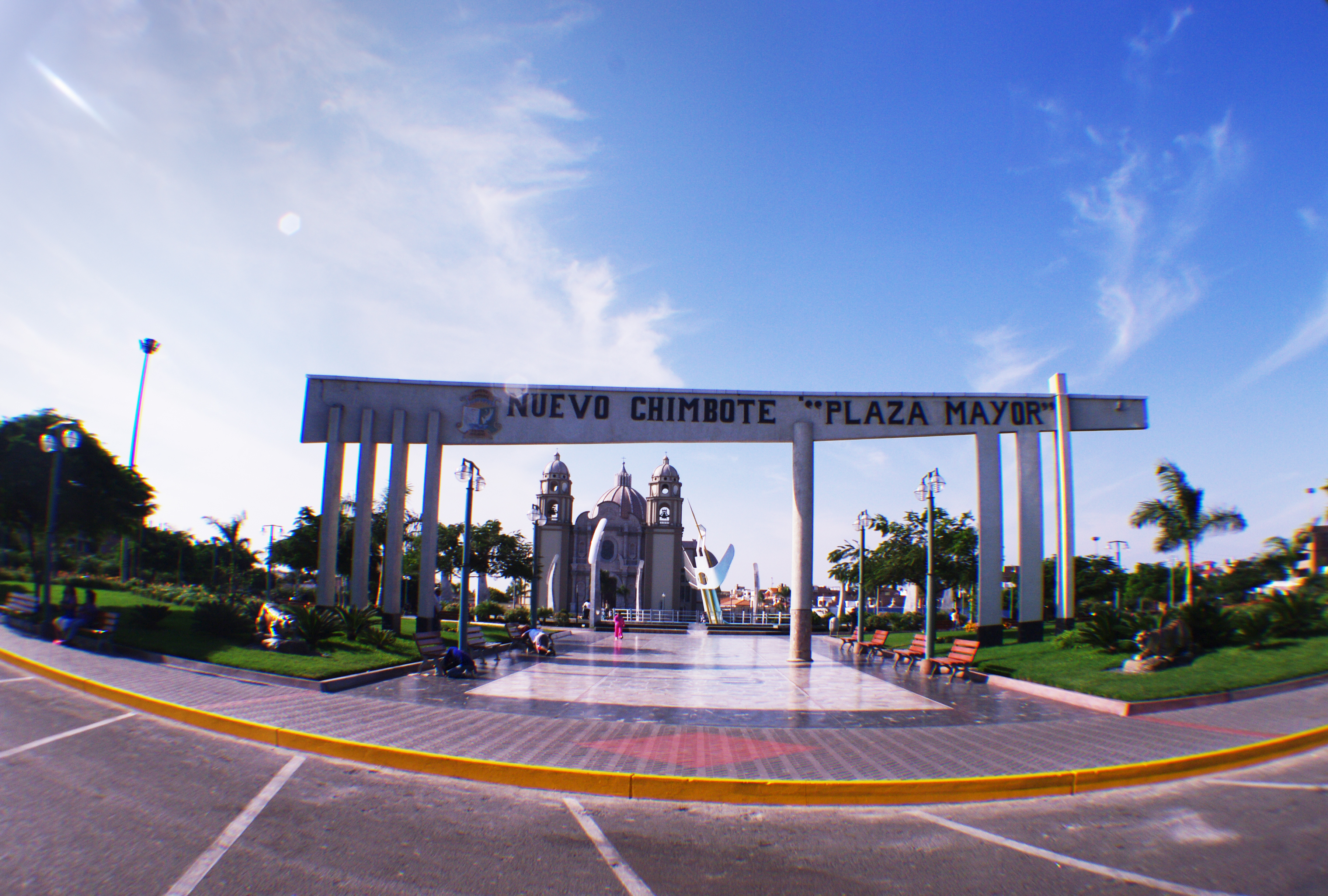
A praça maior de Nuevo Chimbote e catedral.

O Distrito peruano de Nuevo Chimbote é um dos treze distritos que forman a Província de Santa, situada em Ancash, pertenecente a Região de Ancash.

## Transporte
O distrito de Nuevo Chimbote é servido pela seguinte rodovia:
- PE-1N, que liga o distrito de Aguas Verdes (Região de Tumbes) - Ponte Huaquillas/Aguas Verdes (Fronteira Equador-Peru) - e a rodovia equatoriana E50 - à cidade de Lima (Província de Lima) [2][3][4]